# Fiala János (katona)
Fiala János (angolul: John T. Fiala; névvariánsok: Fiala A. János, Fiala T. János) (Temesvár, 1822. január 26. – San Francisco, Kalifornia, USA, 1911. december 28.) vasúti mérnök, a magyar szabadságharc és az amerikai polgárháború katonája. Nővére Pesty Frigyes történettudós neje volt.

## Életútja
Gimnáziumba szülővárosában járt. Katonának nevelték, Grácban végezte el a katonai akadémiát. 1836 és 1842 közt a császári hadsereg 39. gyalogezredében teljesített szolgálatot. Később áthelyezték a bánsági körzet temesvári főhadiszállására, de ezt követően hamarosan kilépett a seregből és civil mérnökként folytatta pályafutását. Az 1848-49-es szabadságharc honvédhadseregében harcolt, Versecnél és Fehértemplomnál kitüntetvén magát a 9. zászlóaljban százados lett, később ezredes volt Vetter Antal táborkarában, majd az őrnagyságig emelkedett. Részt vett a szolnoki, tápióbicskei, isaszegi, váci, nagysallói, komáromi és ószőnyi csatákban. A világosi fegyverletétel után Bem József tábornok kíséretében, annak szárnysegédeként Aleppóba menekült, halálig szolgálta, a lázadó beduin törzsek ellen harcolva.
III. Napóleon államcsínye után 1851-ben pedig az Amerikai Egyesült Államokba, New-Orleansba vitorlázott, ahonnét Saint Louisba ment. A csendes-óceáni vasútvonal építésén dolgozott, majd kiváló topográfussá és földmérővé vált. Saint Louis-ban az állami földmérő hivatalban nyert alkalmazást, elkészítette Missouri állam és a Mississippi-folyó  és a Csendes-óceán közti területek első szelvénymetszeti topográfiai térképét. 1853-ban megnősült, a Gömör vármegyéből kivándorolt Rombauer-család Ida nevű leányát vette feleségül, házasságukból hét gyermek született.
Részt vett az amerikai polgárháborúban az unionisták oldalán, segített Albert Anzelmnek az uniópárti önkéntes erőket hatékony harci egységekké képezni. Saint Louisban az Unió seregétől függetlenül „Home Guards” név alatt (ez a „honvéd” név szó szerinti fordítása) alakítottak öt ezredet, az első ezred parancsnoka Rombauer Róbert alezredes lett, a másodiké Fiala János alezredes. Az ezredek John C. Frémont tábornok irányítása alá kerültek, Frémont igen nagy véleménnyel volt Fiala képességeiről, hiszen egyike volt a legtehetségesebb hadmérnököknek. Fiala vezette a Saint Louisban emelt erődítmények építését, valamint elkészítette Missouri állam első nagy térképét. Frémont 1862 július 17-én ezredessé léptette elő.
1863-ban az amerikai polgárháború alatt Fiala veszélyesen megbetegedett, de nem halt bele betegségébe, felgyógyult. A polgárháború után St. Louisból 1868-ban feleségével és gyermekeivel Kaliforniába költözött, ahol Alamedában, San Franciscóban éltek, Fiala műszaki rajzolóként működött, feleségét pedig díszműáruval foglalkozó üzletben alkalmazták. Fiala alapította San Franciscóban a magyar társas- és kölcsönös segélyegyletet, magyar vonatkozású cikkeket írt amerikai lapokba. 1911-ben San Franciscóban érte a halál.

### Érdekesség
- Bódy Gábor Amerikai anzix című játékfilmjének főhősét Fiala Jánosról mintázta.